# Cárdenas (Cuba)
Pour les articles homonymes, voir Cárdenas.
Cárdenas est une ville de la province de Matanzas, à Cuba. Son nom complet est San Juan de Díos de Cárdenas.

## Géographie

### Situation, description
Cárdenas est située sur la côte nord de l'île de Cuba, au bord du détroit de Floride, à 147 km à l'est de La Havane et 46 km à l'est de sa capitale de province Matanzas (par route). C'est une ville portuaire bâtie entre la mer et les collines, bordant de rives marécageuses la baie de Cardenas abritée par la péninsule de Hicacos — cette dernière incluse dans la municipalité.
Cárdenas est surnommée La Ciudad de Cangrejos (« La cité des crabes »).

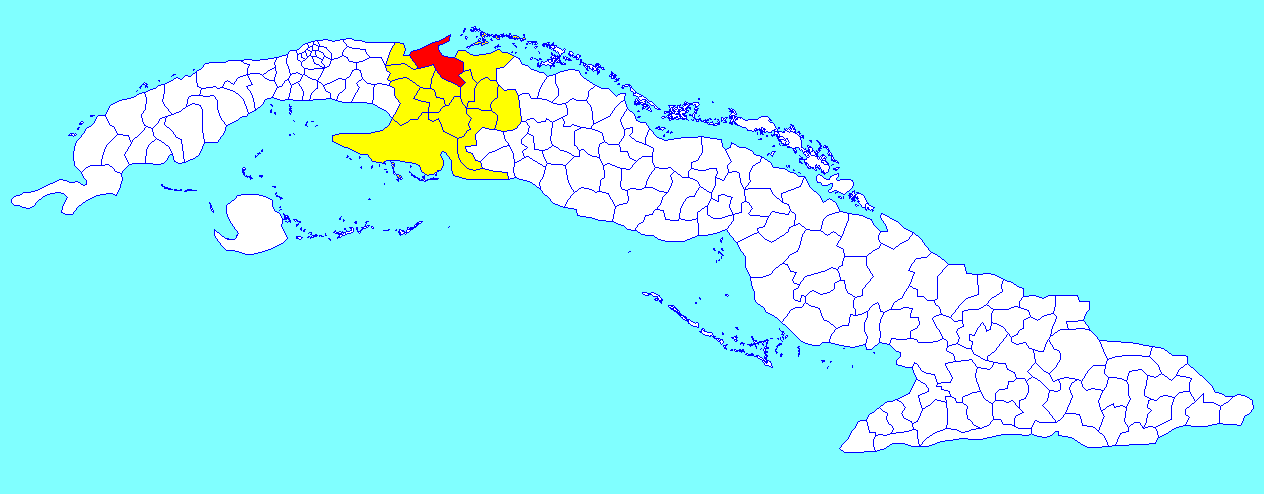
Municipalité de Cárdenas dans la province de Matanzas
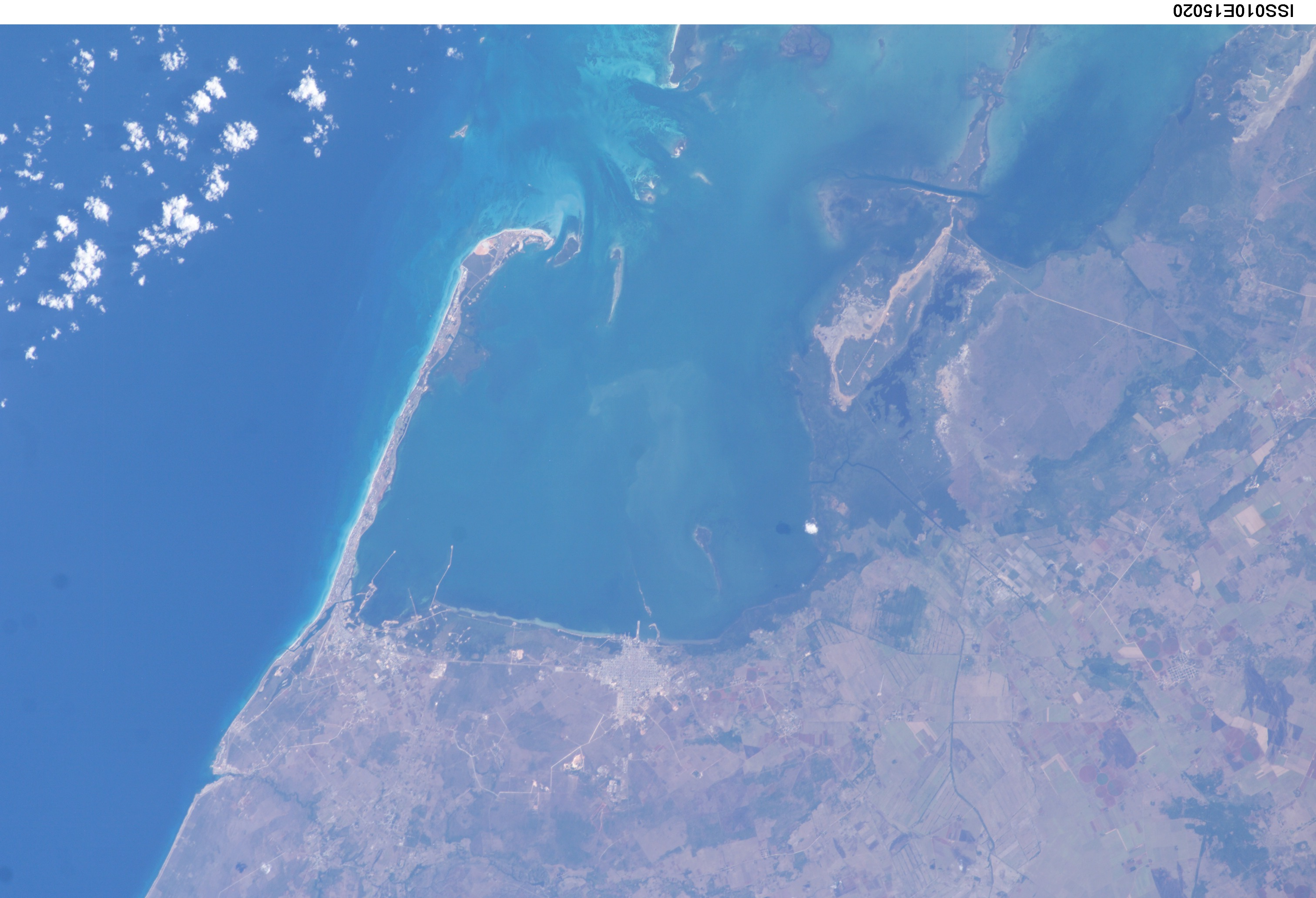
Vue satellite ; port de Santa Marta[4] à la racine de la péninsule de Hicacos

### Divisions administratives
En 2020 la municipalité comprend 10 consejos populares, dont 9 urbains et 1 rural :
- Varadero,
- Boca de Camarioca (es)
- La Marina
- Pueblo Nuevo Norte
- Pueblo Nuevo Sur
- Versalles
- Santa Marta[4]
- Fundición
- Los Repartos[n 1]
- Guasimas-Humberto Alvarez[n 2].

Elle comprend aussi des circonscriptions spéciales (Circunscripciones Especiales) : l'unité militaire 1410, un Campamento de Constructores et quatre brigades de la construction (brigadas de la construcción).

## Population
En 2022, la population était estimée à 158 322 habitants ; pour une surface de 555,7 km2, la densité de population est de 284,9 habitants/km².

## Histoire
Cárdenas est fondée le 8 mars 1828 et compte déjà 12 910 habitants en 1861. En 1850, l'ex-général Narciso López débarque à Cárdenas à la tête de 600 hommes, venant des États-Unis, dans une tentative pour libérer Cuba de la domination espagnole. Faute du soutien de la population lorsque les combats commencent, López doit rembarquer après avoir tenu la ville pendant quelques heures. C'est à cette occasion qu'est hissé pour la première fois, le 19 mai 1850, le futur drapeau national de Cuba, inventé l'année précédente par López.
La mise en service d'une voie ferrée (Ferrocaril de Cárdenas y Jucaro) en 1871, pour transporter le sucre, accélère son développement. La ville est la première à Cuba à mettre en place un système d'éclairage électrique public, en 1889. Le 11 mai 1898, pendant la guerre hispano-américaine, a lieu le combat de la baie de Cardenas, à l'issue duquel une petite escadre américaine doit se retirer sans parvenir à détruire des canonnières espagnoles. C'est l'un des rares revers américains de la guerre.
Au début du XXe siècle, Cárdenas est l'un des principaux ports d'exportation du sucre de Cuba. En 1907, la population de la ville atteint 24 280 habitants. Mais la faible profondeur du port complique les opérations de chargement et déchargement des navires.
Cárdenas se trouve à seulement 20 km de la grande station balnéaire cubaine de Varadero et une partie de la population y travaille.

## Patrimoine
- Cathédrale de l'Immaculée Conception.
- Musée et maison natale de Jose Antonio Echeverria : leader étudiant assassiné le 13 mars 1957 par le régime de Batista. La maison présente un intérêt architectural.
- Musée de Oscar de Maria Rojas : intéressantes collections dans les domaines de l'histoire, de l'art, des sciences naturelles, de l'archéologie, de la numismatique et des armes de l'époque coloniale.

### Patrimoine naturel
La réserve écologique (Reserva Ecológica) « Cayo Mono-Galindo », créée en 2006, s'étend (d'ouest en est) sur les municipalités de Varadero, Cárdenas et Martí. Sa surface est de 19 524,91 ha, dont 3 088,06 ha de zones terrestres et 16 436,85 ha de zones marines.
Elle inclut, d'ouest en est :
le cayo Piedras, à environ 5 km N-N-E de la pointe de la péninsule de Hicacos (Varadero) ;
le cayo Blanco — mais pas les cayos Careneros au sud où se trouve le parc à dauphins dit « Cayo Blanco » —, qui forme la pointe sud de la réserve ; et 
le cayo Cruz del Padre, y compris le minuscule cayo Galindito au nord de sa pointe orientale,.
Le riche "paysage naturel protégé" Varahicacos se trouve sur la pointe de la péninsule de Hicacos, qui inclut aussi la réserve écologique du même nom (voir l'article « péninsule de Hicacos#Patrimoine naturel »).

## Personnalités
- Jorge Fernández, né en 1987, lanceur de disque
- Elián González, né en 1993, enfant de six ans disputé entre Cuba et les États-Unis.
- Moises Finalé, né en 1957, peintre contemporain